# Kill 'Em All
Kill 'Em All è il primo album in studio del gruppo musicale statunitense Metallica, pubblicato il 25 luglio 1983 dalla Megaforce Records.
L'album è considerato da molti critici come uno dei più importanti e influenti della musica heavy metal e del rock in generale.
Nel giugno del 2017 la rivista Rolling Stone ha collocato l'album alla trentacinquesima posizione dei 100 migliori album metal di tutti i tempi.

## Descrizione
Prodotto da Paul Curcio, in origine doveva intitolarsi Metal Up Your Ass, ma poi l'idea venne scartata a causa dei produttori; il nome definitivo dell'album venne dato da Cliff Burton che dopo il rifiuto dei produttori di pubblicarlo con quel titolo disse: "Fuck them, kill them all" e quello diventò il nome dell'album.
I brani The Four Horsemen, Jump in the Fire, Phantom Lord e Metal Militia vennero composti da Dave Mustaine, James Hetfield e Lars Ulrich nel periodo in cui la formazione vide Mustaine alla chitarra (che poco dopo fondò i Megadeth) e Ron McGovney al basso, le restanti tracce vennero scritte da Hetfield e Ulrich ma vennero tutte registrate a New York da una nuova formazione (che comprendeva il chitarrista Kirk Hammett e il bassista Cliff Burton).

### Riedizione
Il 18 gennaio 1988 il gruppo ha ripubblicato l'album attraverso la Elektra Records con l'aggiunta di due bonus track. Il 17 febbraio 2016 i Metallica hanno annunciato l'edizione rimasterizzata dell'album, uscita in occasione dell'annuale Record Store Day. La ristampa, uscita attraverso la Blackened Recordings, è stata commercializzata nei formati CD, LP e box set, quest'ultimo comprensivo di quattro vinili, cinque CD, un DVD e un libro fotografico.

## Tracce
Testi e musiche di James Hetfield e Lars Ulrich, eccetto dove indicato.
1. Hit the Lights – 4:17
2. The Four Horsemen – 7:13 (James Hetfield, Lars Ulrich, Dave Mustaine)
3. Motorbreath – 3:08 (James Hetfield)
4. Jump in the Fire – 4:41 (James Hetfield, Lars Ulrich, Dave Mustaine)
5. (Anesthesia)-Pulling Teeth – 4:14 (musica: Cliff Burton)
6. Whiplash – 4:09
7. Phantom Lord – 5:01 (James Hetfield, Lars Ulrich, Dave Mustaine)
8. No Remorse – 6:26
9. Seek & Destroy – 6:55
10. Metal Militia – 5:11 (James Hetfield, Lars Ulrich, Dave Mustaine)

Tracce bonus nella riedizione del 1988
1. Am I Evil? – 7:50 (Sean Harris, Brian Tatler) – originariamente interpretata dai Diamond Head
2. Blitzkrieg – 3:35 (Ian Jones, Brian Smith, James Sirotto) – originariamente interpretata dai Blitzkrieg

Tracce bonus nell'edizione di iTunes
1. The Four Horsemen (Live) – 5:31 (James Hetfield, Lars Ulrich, Dave Mustaine)
2. Whiplash (Live) – 4:19

Contenuto bonus nel box set del 2016
- Live at Espace Balard, Paris, France - February 9th, 1984 (2 LP)

1. The Ecstasy of Gold – 3:46
2. Hit the Lights (Live) – 4:17
3. The Four Horsemen (Live) – 7:26
4. Jump in the Fire (Live) – 4:42
5. Phantom Lord (Live) – 4:48
6. No Remorse (Live) – 6:24
7. Ride the Lightning (Live) – 6:26
8. Motorbreath (Live) – 3:05
9. (Anesthesia) Pulling Teeth (Live) – 3:12
10. Whiplash (Live) – 4:08
11. Seek & Destroy (Live) – 7:21
12. Metal Militia (Live) – 7:49

- Jump in the Fire (Picture Disc LP)

1. Jump in the Fire – 4:41
2. Seek & Destroy ("Live" at The Automatt) – 7:02
3. Phantom Lord ("Live" at The Automatt) – 4:53

- Interview & Radio IDs (CD)

1. Metal Forces Interview with Lars, January 1984
2. Radio IDs with Lars, James & Cliff from 1984

- Rough Mixes from Lars' Vault, Bootleg Tracks & Whiplash Remix EP (CD)

1. Motorbreath (Rough Mix) – 3:13
2. Hit the Lights (Rough Mix) – 4:21
3. (Anesthesia) Pulling Teeth (Rough Mix) – 4:28
4. Seek & Destroy (Rough Mix) – 6:56
5. Whiplash (Rough Mix) – 4:15
6. The Four Horsemen (Rough Mix) – 7:12
7. Seek & Destroy ("Not Live" from The Automatt) – 6:59
8. Phantom Lord ("Not Live" from The Automatt) – 4:49
9. Jump in the Fire – 4:43
10. Whiplash (Special Neckbrace Remix) – 4:10
11. Seek & Destroy ("Live" at The Automatt) – 7:03
12. Phantom Lord ("Live" at The Automatt) – 4:53

- Live at J Bees Rock III, Middletown, NY - January 20th, 1984 (CD)

1. The Four Horsemen (Live) – 5:46
2. Jump in the Fire (Live) – 5:13
3. Fight Fire with Fire (Live) – 5:32
4. Ride the Lightning (Live) – 7:13
5. Phantom Lord (Live) – 5:21
6. Seek & Destroy (Live) – 7:47
7. Whiplash (Live) – 6:35

- Live at the Keystone, Palo Alto, CA - October 31st, 1983 (CD)

1. Hit the Lights (Live) – 4:25
2. The Four Horsemen (Live) – 7:29
3. Jump in the Fire (Live) – 4:59
4. Fight Fire with Fire (Live) – 5:36
5. Ride the Lightning (Live) – 7:54
6. Phantom Lord (Live) – 5:34
7. When Hell Freezes Over ("The Call of Ktulu") (Live) – 9:09
8. Seek & Destroy (Live) – 7:22
9. (Anesthesia) Pulling Teeth (Live) – 2:34
10. Whiplash (Live) – 5:48
11. Creeping Death (Live) – 7:48
12. Guitar Solo (Live) – 2:40
13. Metal Militia (Live) – 7:45

- Metallica Live at the Metro in Chicago on August 12th, 1983 (DVD)

1. Hit the Lights (Live) (Video Only/No Audio)
2. The Four Horsemen (Live) (Video Only/No Audio)
3. Jump in the Fire (Live) (Video Only/Partial Audio)
4. Phantom Lord (Live)
5. No Remorse (Live)
6. (Anesthesia) Pulling Teeth (Live)
7. Whiplash (Live)
8. Seek & Destroy (Live)
9. Guitar Solo (Live)
10. Metal Militia (Live)

## Formazione
Gruppo
- James Hetfield – chitarra ritmica, voce
- Lars Ulrich – batteria
- Cliff Burton – basso
- Kirk Hammett – chitarra solista

Produzione
- Jon Zazula – produzione esecutiva
- Paul Curcio – produzione

## Classifiche

### Classifiche settimanali
| Classifica (2021) | Posizione massima |
| ----------------- | ----------------- |
| Polonia           | 13                |

### Classifiche di fine anno
| Classifica (2021) | Posizione |
| ----------------- | --------- |
| Polonia           | 50        |